# Suicide Blonde
"Suicide Blonde" är en låt av gruppen INXS 1990 och var den första singeln som släpptes från albumet X. Singeln nådde topp #10 amerikanska Hot 100 och i Australien och #11 i Storbritannien.
Låten är skriven av bandmedlemmarna Michael Hutchence och Andrew Farriss efter att bandet hade haft ett sabbatsår 1989.